# Petróc (Horvátország)
Petróc (horvátul: Petrijevci) falu és község Horvátországban, Eszék-Baranya megyében. Közigazgatásilag Satnica falu tartozik még hozzá.

## Fekvése
Eszéktől légvonalban 12, közúton 15 km-re északnyugatra, a Szlavóniai-síkság szélén, a Dráva jobb partján, a Karasica torkolatának közelében, az Eszéket Szalatnokkal összekötő főút mentén fekszik.

## Története
A település határában talált számos régészeti lelőhely leleteinek tanúsága szerint határa már az őskor óta sűrűn lakott és mezőgazdasági művelés alatt állt terület volt. A mai Petróc helyén az ókorban a rómaiak Mursola nevű települése állt. Azt a dombot, amin a település feküdt ma Kraljevo-hegynek nevezik és ma itt található a falu temetője. A történeti adatok szerint a település a rómaiak távozása után elnéptelenedett és egészen a 14. századig ezen a helyen nincs nyoma lakott településnek, de régészeti leletek alapján falu határának más részei folyamatosan lakottak voltak.
A középkorban a mai Petróctól nyugatra, a Karasica déli partján feküdt Bonahida Krassó, melyet 1312-ben „possessio Bonahida Crasso” néven említenek először. Később „Bohidagrasso”, „Bona Hydagresso”, „Bunaheda” formában is szerepel. A vránai johannita perjelség birtoka, majd itteni birtokainak központja volt. A rendnek 1454 körül már kastélya („castellum Crasso”) is állt itt, melyet ezidőtájt Valpó urai a Marótiak megpróbáltak elfoglalni. 1506-ban már várként, „castrum Crasso” néven említik. A vár melletti település a középkor végére mezőváros lett. 1537 körül foglalta el a török és Karas néven náhije székhelye lett. Az 1550-es és az 1579-es török defter is említi. A keresztény lakosság nagy része a mai Petróci határhoz tartozó, vizektől körülvett Szigetre menekült. Korabeli források megemlítik, hogy a törökök hidat építettek Karasica felett, melynek pilléreit még a 18. században is látták, amikor a folyót szabályozták. Ezen a hídon állítólag 1685-ben összecsaptak a keresztény és a török seregek a Szlavónia felszabadításáért folytatott harcban. A térség 1687-ben szabadult fel a török uralom alól. A náhije székhelye nem élte túl a felszabadító harcokat és elnéptelenedett. Emlékét csak a falu közelében található Karasevo mező őrzi. A Szigeten élő lakosság a gyakori áradások miatt 1705 körül átkelt a Karasicán és a jobban védett mai Petróc területére települt át.
A török kiűzése után a valpói uradalom részeként kamarai birtok volt, majd 1721. december 31-én III. Károly az uradalommal együtt Hilleprand von Prandau Péter bárónak adományozta. A Prandau család 1885-ig volt a birtokosa, amikor házasság révén a Normann grófi család birtoka lett. Pontosan nem tudható, hogy mikor lett a Karas névből Petróc, de a névváltozásnak nyilvánvalóan köze van a plébánia védőszentjéhez, Szent Péter apostolhoz. A petróci plébániatemplomot 1723-ban említik először, amikor megalapították a plébániát, melyet ekkor még boszniai ferencesek vezettek. A templom kezdetben egy fából épített épület volt, majd 1754-ben Prandau Péter báró felépítette az új plébániatemplomot. A település jelentőségét nemcsak a plébánia ilyen korai létrejötte támasztja alá, hanem az a tény is, hogy már ekkor mezővárosi rangja volt. Az első katonai felmérés térképén „Petrievcze” néven található. Lipszky János 1808-ban Budán kiadott repertóriumában oppidumként „Petrievcze” néven szerepel. Nagy Lajos 1829-ben kiadott művében „Petrievcze” néven 299 házzal, 1961 katolikus, 7 ortodox és 2 zsidó vallású lakossal találjuk. 1897-ben megalakult a település első kulturális egyesülete, a Szent József egyesület.
1857-ben 2090, 1910-ben 2471 lakosa volt. Verőce vármegye Eszéki járásához tartozott. Az 1910-es népszámlálás adatai szerint lakosságának 89%-a horvát, 8%-a német, 1%-a magyar anyanyelvű volt. A település az első világháború után az új szerb-horvát-szlovén állam, majd később (1929-ben) Jugoszlávia része lett. 1933-ban Josip Dugački tanító megalakította a „Neven” iparos énekkart, melynek 43 férfi és 19 női tagja volt. 1977-ben megalakították a Vladimir Nazor kulturális és művészeti egyesületet. 1991-ben lakosságának 93%-a horvát nemzetiségű volt.
A délszláv háború idején 1991-ben és 1992-ben a plébániatemplomot több alkalommal is lőtték a Dráva túloldalát, Baranyát elfoglaló szerbek. Az épületet közvetlenül két gránáttalálat sújtotta. A robbanásokban a külső falak, a hittanterem és a plébánia épülete sérül meg. Az első gránát 1991. szeptember 1-jén csapódott be, ezek száma szeptember 19-ig már 40 volt. Egy nappal később három ember meghalt. A háború alatt összesen 14 embert öltek meg a plébánia területén, köztük három katona volt, akik nem innen származtak. Az utolsó öt gránát 1992. május 5-én csapódott be a templom közelében. A faluban sok menekült gyűlt össze főként Baranya és a Szerémség településeiről. Ellátásukban sokat segítettek a Karitász szervezetei, a legnehezebb napokban pedig a németországi petróciak által gyűjtött élelmiszer- és ruhaszállítmányok is érkeztek. Becslések szerint összesen körülbelül 3500 gránát esett a falura a háború alatt. 1994-ben megalakult a „Nikola Šubić Zrinski” kulturális és művészeti egyesület. Ugyanebben az évben megrendezték az első aratófesztivált. 1995-ben kiépült a település gázvezeték hálózata és befejezték a vízvezeték hálózat kiépítését is. 1999-ben megnyitották az iskola új épületét. A településnek 2011-ben 2299, a községnek összesen 2870 lakosa volt.

## Lakossága
| Lakosság változása | Lakosság változása | Lakosság változása | Lakosság változása | Lakosság változása | Lakosság változása | Lakosság változása | Lakosság változása | Lakosság változása | Lakosság változása | Lakosság változása | Lakosság változása | Lakosság változása | Lakosság változása | Lakosság változása | Lakosság változása |
| ------------------ | ------------------ | ------------------ | ------------------ | ------------------ | ------------------ | ------------------ | ------------------ | ------------------ | ------------------ | ------------------ | ------------------ | ------------------ | ------------------ | ------------------ | ------------------ |
| 1857               | 1869               | 1880               | 1890               | 1900               | 1910               | 1921               | 1931               | 1948               | 1953               | 1961               | 1971               | 1981               | 1991               | 2001               | 2011               |
| 2.090              | 2.383              | 2.076              | 2.134              | 2.342              | 2.471              | 2.352              | 2.434              | 2.377              | 2.294              | 2.559              | 2.451              | 2.317              | 2.327              | 2.439              | 2.299              |

## Gazdaság
A község vállalkozói övezetét közvetlenül Petróc szomszédságában északnyugatra, a Karasica folyó és a D-34-es számú főút között helyezték el. 1996-ban elkészítették az összes szükséges dokumentációt és megszerezték az építési engedélyt az övezet infrastruktúrájához. Az összesen 35 építési telekkel rendelkező zóna területe 42 000 négyzetméter, ahol a gazdasági létesítmények, raktárak, szolgáltatások, kézműves ipar céljára 10–15 olyan objektum felépítését tervezik, amely 200–250 alkalmazottat foglalkoztat. Az övezetben jelenleg három, 170 alkalmazottat foglalkoztató cég dolgozik, a negyedik éppen megnyílik, az ötödik megkezdi a létesítmény építését, míg a többi a szükséges projektdokumentációt készíti elő, hogy a következő időszakban megkezdhesse a létesítmények építését, ami a foglalkoztatás további bővülését eredményezi.

## Nevezetességei
Szent Péter apostol tiszteletére szentelt római katolikus temploma 1754-ben épült akkori kegyura Prandau Hilleprand Péter báró anyagi támogatásával. Festett üvegablakai 1877-ben készültek. 1930-ban teljesen megújították. Egyhajós épület félköríves apszissal, összesen hat oltárral. A főoltár képe – Jézus átadja a mennyország kulcsait Szent Péternek – 1859-ben készült, az ismert eszéki mester Pfalz Ferenc alkotása. A szentély és a diadalív előtti sarokban a következő két oltár: a bal oldali Szent Miklós püspöknek, a jobb oldali pedig Szent Józsefnek van szentelve. Oltárképeik 1782-ben készültek olajjal vászonra, ismeretlen festők alkotásai. A következő két mellékoltárt a hajó falán lévő mélyedésekben helyezték el, a jobb oldali Jézus Szíve szobrával, bal oldali pedig Mária Szívének szobrával van díszítve. Mindkét szobor gazdagon festett, tiroli stílusban készült, amely különösen a 20. század első évtizedeiben volt népszerű. A Jézus Szíve oltárt Tirolban vásárolták és 1916-ban állították fel. A Mária Szíve oltárt 1938-ban vásárolták és Ferdinand Stuflesser szobrászművész munkája, az olaszországi Ortisei faluban, Bolzano közelében készült. A Szent Keresztnek szentelt hatodik oltár ma nem eredeti helyén áll, mivel a keresztre feszített Jézust, az Isten anyját és a János apostolt ábrázoló szobrok a kórus alatt, a főbejárat bal oldalán álltak. Balra, a szentély közelében egy barokk keresztelőkút áll, a tetején egy szoborral: János megkereszteli Jézust a Jordánban. A szentélyt, a templomhajó falait és a mennyezetet geometriai formák díszítik. A diadalív mellett, bal és jobb oldalon a szláv apostolok, Cirill és Metód stilizált alakjai láthatók, a szentély mennyezetére pedig négy evangélista képe, a közepén lévő trónon Jézussal van megfestve. A falfestmények Erber János eszéki mester alkotásai 1878-ból. A templom orgonája a második világháborúban elpusztult, az énekeket ma harmóniummal kísérik.
Az Iliman nevű helyen építette fel 1894-ben Normann Gusztáv gróf a valpói uradalom akkori birtokosa Jelengrad vadászkastélyát. A kastély külső megjelenését tekintve a historizmus építészeti jegyeit viselte magán, különös tekintettel két toronyra, amelyek megkülönböztették a kor hasonló kisvárosi épületeitől. A kastélynak négy szintje volt: alagsor, magasföldszint, első emelet és tetőtér. Később építették hozzá a négyzet alakú neogótikus tornyot. A kastély összesen hatvan helyiséggel rendelkezett, ebből negyven szoba volt. 1918 őszén, amikor az Osztrák-Magyar Monarchia összeomlott, és kikiáltották a két hétig tartó „Petrovaci Köztársaságot”, a környező falvak lakói betörtek a kastélyba és teljesen kifosztották azt, megsemmisítve a berendezés legnagyobb részét. Ezután már senki sem lakott a kastélyban és ki sem javították azt. Valpó földesura Normann Rudolf gróf 1919-ben megvásárolta testvérétől, Gusztávtól a bizovaci birtokot és ezzel a Jelengradi kastélyt, majd hamarosan eladta egy német grófnak, aki nem tudta újjáépíteni és amikor nem talált rá vevőt, 1927-ben úgy döntött, hogy lerombolja és az összes felhasználható anyagot a Dráván és a Dunán Németországba szállíttatja. Mára a kastélynak nyoma sem maradt.
A település határában több régészeti lelőhely is található, melyek az őskortól a középkorig terjedő teljes időszakot felölelik. Petróctól délre, egy nyugat-keleti irányú ovális magaslaton, a „Karaševo 1” lelőhelyen 2011-ben sok középkori cseréptöredék került elő, melyek földművesek kora középkori településére utalnak. Ugyancsak ennek a magaslatnak a keleti lejtőjén, a „Karaševo 2” lelőhelyen 2011-ben az elkerülő út építésének régészeti leletmentése során középkori településre utaló cseréptöredékeket találtak. 2011-ben régészeti terepbejárás során a településtől délnyugatra, a Karasica déli partján, a „Popovac” lelőhelyen, egy ovális kiemelkedésen az őskortól az ókoron át a középkorig lakott település maradványait találták. Ennek a lelőhelynek a közelében a „Španice” lelőhelyen a régészeti terepbejárás újkőkori, kőrézkori, bronzkori és középkori településmaradványokat azonosított. A településtől délre, a Karasica közelében fekvő „Starac” nevű lelőhelyen, egy kiemelkedő magaslaton az őskori Starčevo-kultúrához tartozó település maradványaira bukkantak. Ugyancsak a 2011-es régészeti terepbejárás találta a falu északnyugati széle közelében fekvő „Volosovo” nevű lelőhelyet, ahol a Karasica egykori medrének északi oldalán egy enyhe magaslaton őskori, ókori és középkori településre utaló leletek, köztük nagyobb mennyiségű újkőkori kőszerszám került elő.

## Kultúra
- A KUU „Nikola Šubić Zrinski” kulturális és művészeti egyesület gyökerei az 1890-es évekre nyúlnak vissza, amikor 1897-ben megalapították a Szent József ifjúsági egyesületet, melynek énekkara és tamburazenekara is volt. Az egyesület ma mintegy száz aktív és támogató taggal rendelkezik. Három szekcióval működik: felnőtt folklórcsoport, ifjúsági folklórcsoport és tamburazenekar. A hazai fesztiválok mellett felléptek már Franciaországban, Magyarországon, Ausztriában, Szlovákiában, Németországban és Romániában is.
- Az egyesület minden év júliusában megrendezi a helyi aratófesztivált, ahol évente új kötet jelenik meg a Petrijevci Krónikából.
- A település fúvószenekarát 1908-ban alapították.

## Oktatás
A település első iskolája 1788-ban nyílt meg. Első tanítója Josip Taglieber volt. 1861-ben új iskolát építettek. 1898-ban az iskolát kétosztályosról háromosztályosra bővítették, 1912-ben pedig négyosztályosra bővült. A nyolcosztályos iskola 1955-ben nyílt meg. A mai modern iskolaépület 1997 és 1999 között épült. A tornatermet 2007 és 2009 között építették. Az iskolának 3200 kötetes könyvtára van. Satnicán négyosztályos területi iskolája működik.

## Sport
A településen futball-, kézilabda-, sakk- és horgászklubok működnek.
- Az NK Omladinac Petrijevci labdarúgóklubot 1938-ban alapították. A megyei 2. ligában szerepel. A klubnak veterán, serdülő és ifjúsági csapatai is vannak.
- Az RK Petrijevci kézilabdaklubot 1977-ben alapították. Eddigi legnagyobb sikerét 1993-ban érte el, amikor a csapat feljutott a horvát 1.B. bajnokságba.
- ŽRK Petrijevci női kézilabdaklub.
- ŠRU „Karašica“ Petrijevci sporthorgász egyesület
- ŠK Petrijevci sakk-klub

2009-ben a településen új sportcsarnokot avattak.

## Egyesületek
- A DVD Petrijevci önkéntes tűzoltó egyesületet 1884-ben alapították.
- Hrvatska udruga žena Petrijevci horvát Nőegyesület
- Društvo naša djeca Petrijevci
- „Jastreb” Petrijevci vadásztársaság
- Udruga uzgajatelja ptica Petrijevci
- Udruga matice umirovljenika Petrijevci
- Eko-etno udruga „Zlatne ruke“ Petrijevci
- Konjogojska udruga Petrijevci
- Vokalna skupina „Mursella” Petrijevci
- Udruga izviđača „Orao”
- Petrijevci - ljudi i običaji